# باري واتسون (عداء مراثوني)
باري واتسون (بالإنجليزية: Barry Watson)‏ هو عداء مراثوني بريطاني، ولد في 13 فبراير 1944.

## وصلات خارجية
- باري واتسون على موقع أوليمبيديا (الإنجليزية)